# طراد مدرع
طراد مدرع كان نوع من السفن الحربية في أواخر القرن 19 وبدايات القرن الـ20، لقد صنعت كمثل الأنواع الأخرى من الطرّاد لتعمل كـ سفينة مستقلة ذات نطاق بعيد تقدر على هزيمة أي سفينة فضلًا عن البارجة تمتلك ما يكفي من السرعة لتهرب من أي بارجة تقابلها لها أحجام عدّة وقد اشتهرت بين أخواتها من الطارّادات الأخريات بتدريعة المعدن الثقيل مشابه لما على البارجات وأول طرّادة مدرعة كانت لـ البحرية الإمبراطوريّة الروسية وكانت تحمل اسم جنرال الأدميرال وقد أطلقت سنة 1873 ميلادي.

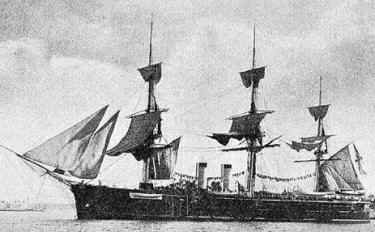
جنرال الأدميرال الطرادة المدرعة الأولى في التاريخ لـ البحرية الإمبراطوريّة الروسيّة